# Manu Tuiasosopo
(en) Statistiques sur pro-football-reference
Manu'ula Asovalu Tuiasosopo, né le 30 août 1957 à Los Angeles, en Californie, est un joueur américain de football américain.
Il est sélectionné au premier tour (18e au total) de la draft 1979 de la NFL par les Seahawks de Seattle de la National Football League (NFL). Il joue au football américain universitaire pour les Bruins de l'université de Californie à Los Angeles (UCLA). Il passe les trois dernières saisons de sa carrière avec les 49ers de San Francisco.

## Carrière universitaire
En tant que Bruin, il est sélectionné deux fois dans la deuxième équipe All-America (1977 et 1978) et trois fois en première équipe All-Conference (1976, 1977 et 1978). Il se classe 15e sur la liste des tackles en carrière à l'UCLA avec 292, ce qui en fait le deuxième rang parmi les joueurs de ligne défensifs, et le 13e pour les sacks en carrière avec 17.

## Carrière professionnelle
Tuiasosopo est sélectionné au premier tour de la draft 1979 de la NFL (18e choix) par les Seahawks de Seattle. Il y reste pendant cinq saisons avant que les Seahawks ne l'envoient au 49ers de San Francisco en échange d'un choix de quatrième tour de la draft 1984 et d'un choix de dixième tour de la draft 1985. Il est membre de l'équipe qui remporte le Super Bowl XIX en 1985.

## Retraite
Tuiasosopo a été employé par le service cargo d'Alaska Airlines à Seattle, dans l'État de Washington. Il est actuellement entraîneur de la ligne de défense du lycée Monroe à Monroe, dans l'État de Washington.

## Vie privée
Il est le père du quarterback de la NFL Marques Tuiasosopo et du running back Zach Tuiasosopo. Son fils Matt Tuiasosopo était un joueur d'utilité de la Ligue Majeure de Baseball et est maintenant le gérant des Braves de Rome (en). Il a également deux filles, Leslie et Ashley Tuiasosopo.